# Rick Zabel
Rick Zabel (Unna, 8 de diciembre de 1993) es un ciclista alemán.
Su trayectoria deportiva ha sido por los equipos Rabobank Development Team en el año 2012 y fue campeón de Alemania en ruta en categoría sub-23 con tan solo 18 años. Luego en el año 2014 pasó a correr para el equipo profesional BMC Racing. El 1 de mayo de 2024 anunció su retirada a final de mes tras participar en la Vuelta a Colonia.
Es hijo del que fuera esprínter Erik Zabel.

## Palmarés
2013
- 1 etapa del Tour de Normandía
- Tour de Flandes sub-23

2015
- 1 etapa de la Vuelta a Austria

2019
- 1 etapa del Tour de Yorkshire

## Resultados en Grandes Vueltas y Campeonatos del Mundo
| Carrera         | Carrera         | 2012 | 2013 | 2014 | 2015  | 2016  | 2017  | 2018 | 2019 | 2020  | 2021  | 2022  | 2023 |
| --------------- | --------------- | ---- | ---- | ---- | ----- | ----- | ----- | ---- | ---- | ----- | ----- | ----- | ---- |
|                 | Giro de Italia  | —    | —    | —    | 142.º | 140.º | —     | —    | —    | 123.º | —     | 137.º | —    |
|                 | Tour de Francia | —    | —    | —    | —     | —     | 145.º | Ab.  | Ab.  | —     | 134.º | —     | —    |
|                 | Vuelta a España | —    | —    | —    | —     | —     | —     | —    | —    | —     | —     | —     | —    |
| Mundial en Ruta | Mundial en Ruta | —    | —    | —    | —     | —     | 99.º  | —    | —    | —     | —     | —     | —    |

—: no participa

Ab.: abandono